# Ukrainische Davis-Cup-Mannschaft
Die ukrainische Davis-Cup-Mannschaft ist die Herren-Tennisnationalmannschaft der Ukraine.

## Geschichte
Seit 1993 nimmt die Ukraine am Davis Cup teil. Die besten Ergebnisse erzielte die Mannschaft mit der zweimaligen Teilnahme an den Play-offs um den Aufstieg in die Weltgruppe 2009, 2013 und 2014. Sie unterlagen jedoch 2009 und 2014 knapp mit 2:3 gegen Belgien und 2013 mit 0:5 gegen Spanien. Erfolgreichster Spieler ist Serhij Stachowskyj mit 36 Siegen innerhalb von elf Jahren.